# Adrien de Montigny

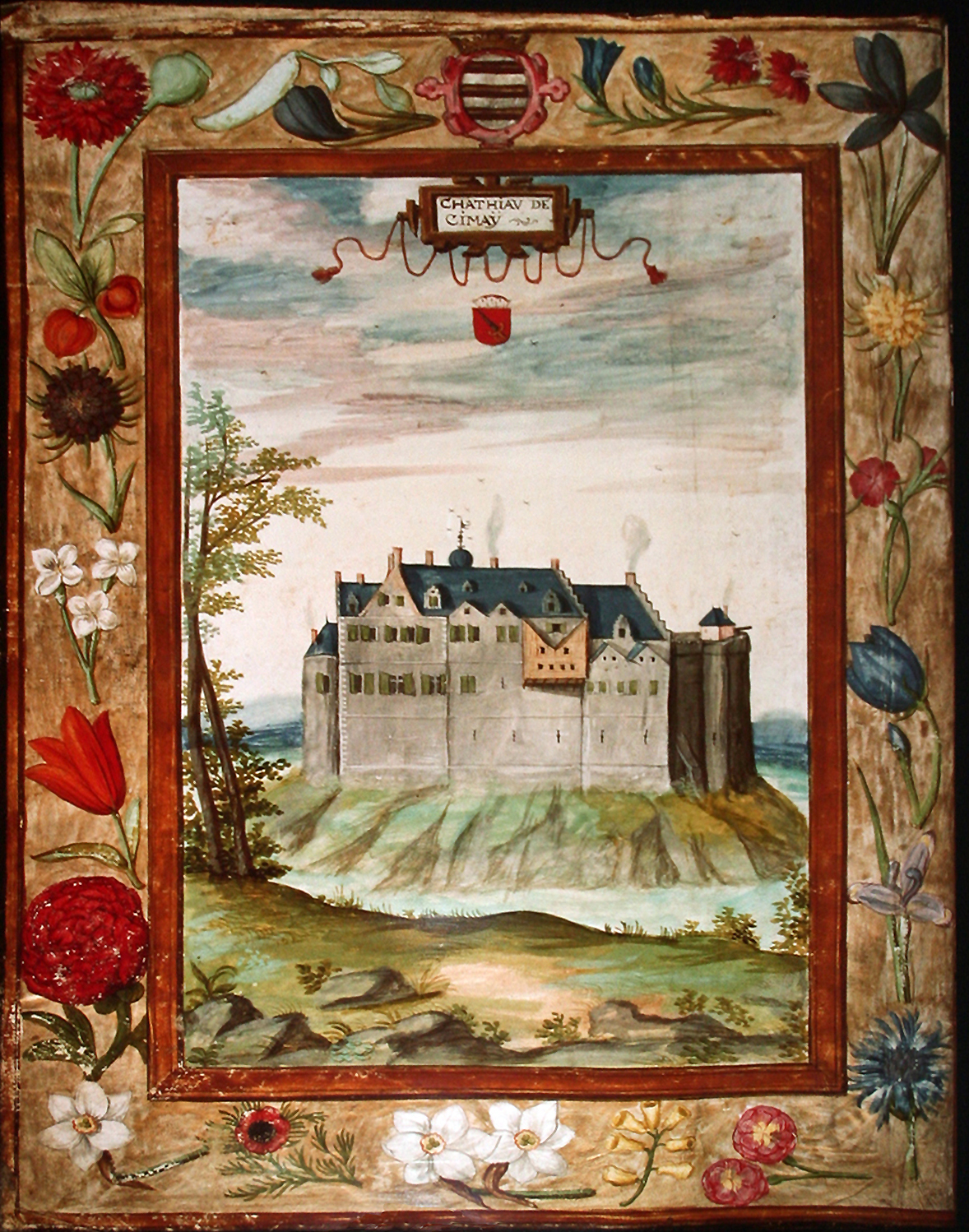
Le château des princes de Croy.

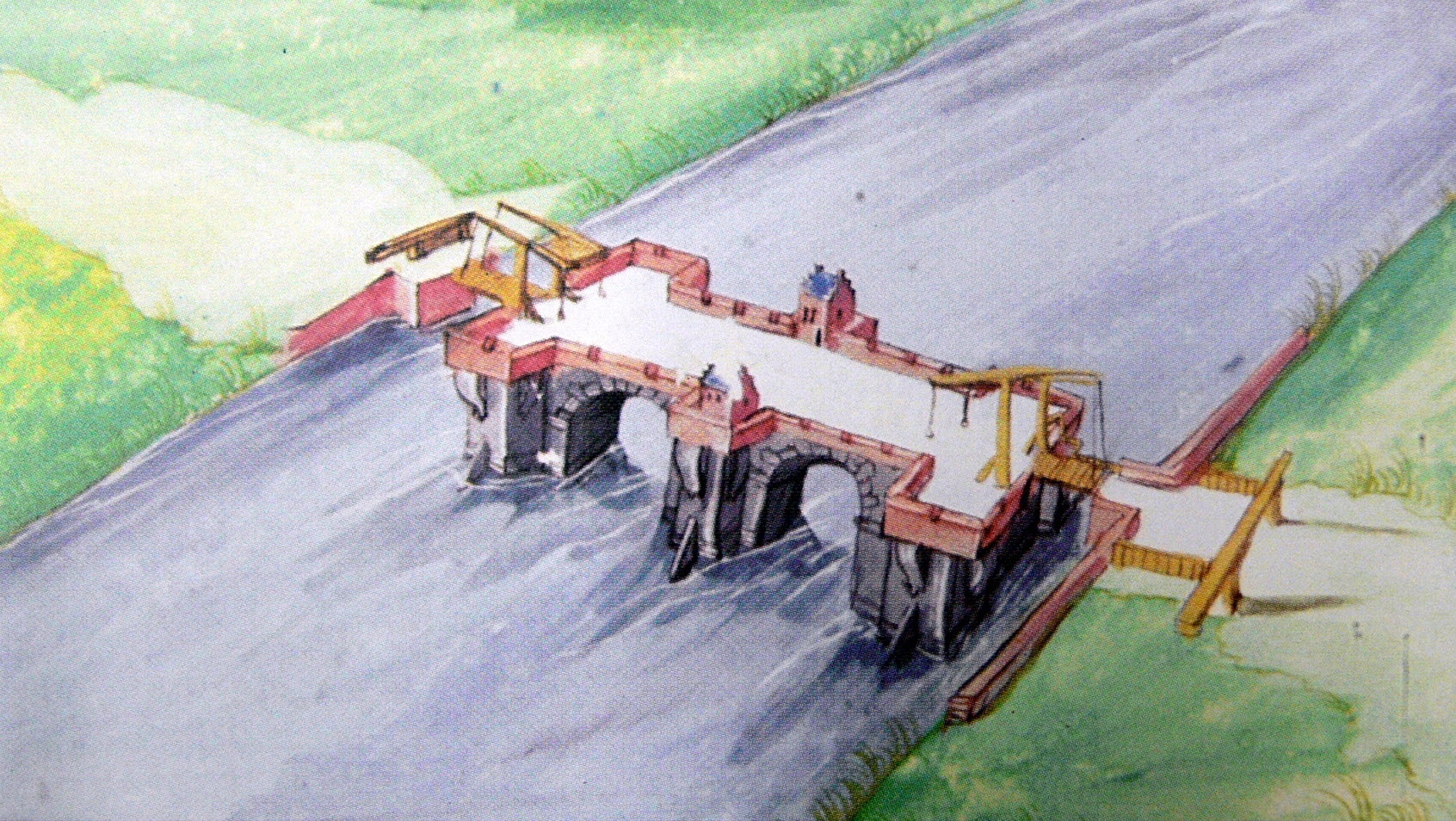
Vue cavalière d'un pont.

Adrien de Montigny est un peintre valenciennois, décédé en 1615, connu pour les nombreuses illustrations (2 500 gouaches connues) qu’il a peintes pour illustrer les fameux Albums de Croÿ ; série d’albums de parchemins, richement illustrés de gouaches qui lui ont été commandés par le duc Charles de Croÿ à la Renaissance.

## Destination
Il s’agissait de cartographier et représenter par des vues cavalières les paysages de tous les villes, villages, forêts, cours d’eau, châteaux et propriétés appartenant à l’époque au duc Charles de Croÿ, ou des provinces où ce duc a exercé une autorité administrative au tournant des XVIe et XVIIe siècles.
Ces dessins, souvent très bien conservés, sont encore une source unique et exceptionnelle d'informations sur les paysages et l'architecture de la Renaissance.

Les arrière-plans semblent avoir le plus souvent été faits de mémoire, ou reconstitués et inventés en atelier, en hiver, alors qu’il faisait ses croquis de terrain du printemps à l’automne. Ces arrière-plans, tout comme les premiers plans (souches, arbres, talus de chemins...) ne sont donc pas toujours fidèles. Mais les vues de villages et de châteaux sont considérées comme des documents historiques de grand intérêt, même si les historiens y ont rétrospectivement noté quelques erreurs (dans les orientations par exemple).

## Œuvres
On connaît d'Adrien de Montigny deux œuvres :
1. Un dessin gouaché représentant le château d'Heverlee (sur parchemin), faite pour le duc Charles de Croÿ à qui Adrien de Montigny semble avoir été attaché durant toute sa vie d’artiste.
2. Une œuvre monumentale comprenant plusieurs milliers de dessins gouachés sur parchemin. Cette œuvre, unique dans toute l'histoire de l'art, s'est trouvée dispersée à travers le monde peu après la mort du duc (dessins mis en vente publique du 19 août 1614 à Bruxelles). Quelques albums sont restés dans la famille de Croÿ, les autres furent acquis puis dispersés par des bibliophiles et collectionneurs qui ont dans certains cas modifié l’ordre des illustrations ou dispersé certains albums.

Il est possible qu’une partie des colorations et des cadres et cartouches ornementés de fleurons formés de volutes or ou argent, soit d'ornements architecturaux, soit encore de fleurs, de volutes, fleurons, motifs floraux et fruits, d'oiseaux ou d'animaux domestiques, ait été faite par des assistants.